# صاروخ فادي
صاروخ فادي، هو صاروخ أرض - أرض وجزء من الترسانة التي تمتلكها المقاومة اللبنانية ممثلة بحزب الله. وهو سوري الصنع، ويعادل صاروخ خيبر الإيراني، ظهر للمرة الأولى في مقطع مصور نشره الحزب لمنشأة عماد 4 يوم 16 أغسطس/آب 2024، وقد شُيدت هذه المنشأة في أنفاق ضخمة تحت الأرض.
تُصنف صواريخ فادي بأنها من الصواريخ الموجهة متوسطة المدى، وتتميز بدقتها، وبفعاليتها ضد المواقع المحصنة والتجمعات الكبيرة للقوات المستهدفة.

## الظهور الأول
أدخله حزب الله في الخدمة بتاريخ 22 سبتمبر 2024 في المواجهة مع إسرائيل ضمن رده الأولي على اغتيال ثلة من قادته العسكريين البارزين في غارة جوية إسرائيلية استهدفت الضاحية الجنوبية لبيروت، وتفجيرات أجهزة الاتصال اللاسلكية. وقد استهدف الحزب قاعدة رمات ديفيد الجوية الإسرائيلية، ومقر شركة "رفائيل" بعشرات الصواريخ من بينها طرازي "فادي-1" و"فادي-2".

## مواصفات وميزات
- صاروخ فادي 1، وهو من عيار 220 مليمترا، يبلغ مداه نحو 80 كيلومترا، ويعادل صاروخ خيبر "إم 220".
- صاروخ فادي 2، وهو صاروخ أرض - أرض تكتيكي، يستخدم في القصف المساحي غير النقطي، ودخل الخدمة أثناء حرب يوليو/تموز 2006.
تبلغ كتلة الرأس المتفجرة لصاروخ فادي 2 نحو 170 كيلو غراما، وطوله 6 أمتار ويصل مداه إلى 100 كيلومتر، وعياره 303 مليمترات، يعادل خيبر "إم 302".

## سبب التسمية
أُطلق اسم "فادي" على هذا الطراز من الصواريخ نسبة لفادي حسن طويل وهو مُقاتل في حزب الله قُتل عام 1987 ضمن سلسلة عمليات تُعرف بـ"عمليات بدر الكبرى".